# Beverley Hughes
Beverley June Hughes, baronne Hughes de Stretford (née le 30 mars 1950) est une femme politique du parti travailliste britannique qui est députée de Stretford et Urmston de 1997 à 2010. En 2004, elle est nommée au Conseil privé. De 2005 à 2009, elle est ministre d'État pour les enfants, les jeunes et les familles. Elle est adjointe au maire du Grand-Manchester de 2017 à 2023.

## Jeunesse et éducation
Beverley Hughes est née à Ellesmere Port, Cheshire en 1950 et fait ses études à l'Ellesmere Port Girls 'Grammar School (maintenant appelée Whitby High School) sur Sycamore Drive à Whitby, Ellesmere Port. Elle déménage à Flixton en 1976 et y vit depuis. 
Elle étudie pour un BSc en sciences sociales à l'Université de Manchester, obtenant son diplôme en 1971. Après avoir obtenu son diplôme, elle poursuit ses études à l'Université de Manchester, effectuant des recherches de troisième cycle sur les soins aux personnes atteintes de schizophrénie, pour lesquelles elle obtient une maîtrise en sciences en 1978. Elle obtient également un diplôme en études sociales appliquées en 1974 de l'université de Liverpool. Elle travaille comme agent de probation dans le Merseyside de 1971 à 1996. 
De 1976 à 1997, elle est associée de recherche, puis chargée de cours (à partir de 1981), puis maître de conférences au Département de politique sociale de l'Université de Manchester, un département dont elle est devenue directrice en 1994.

## Carrière politique
La carrière politique de Hughes commence avec l'élection au conseil municipal de Trafford en 1986. Elle est nommée cheffe du groupe travailliste du conseil en 1992 puis cheffe du conseil municipal de Trafford en 1995 jusqu'à son élection au Parlement britannique aux élections générales de 1997. 
De juin 1997 à juillet 1998, elle est membre du comité restreint des affaires intérieures, jusqu'à ce qu'elle soit nommée secrétaire parlementaire privée de Hilary Armstrong, ministre du gouvernement local et du logement. En juillet 1999, elle est nommée sous-secrétaire d'État parlementaire au ministère de l'Environnement, des Transports et des Régions. 
En 2001, elle est nommée sous-secrétaire d'État parlementaire aux prisons et à la probation au ministère de l'Intérieur.   
En 2002, elle est nommée ministre d'État à l'Immigration, à la Citoyenneté et à la Lutte contre le terrorisme, mais est contrainte de démissionner en avril 2004 lorsqu'il est démontré qu'elle a été informée d'irrégularités procédurales concernant l'octroi de visas à certaines catégories de travailleurs d'Europe de l'Est - elle avait dit plus tôt à la Chambre des communes que si elle avait eu connaissance de tels faits, elle aurait fait quelque chose à ce sujet. 
Après sa démission, elle indique clairement qu'elle n'a pas cherché à «induire intentionnellement quiconque en erreur», mais qu'elle ne pouvait «en conscience continuer à exercer les fonctions de ministre de l'Immigration». Des Browne lui succède. 
Elle est reconduite au gouvernement après les élections générales de 2005 au poste de ministre d'État à l'enfance, à la jeunesse et à la famille au ministère de l'Éducation et des Compétences. Elle devient ministre régionale du Nord-Ouest le 19 juillet 2007. 
Le 2 juin 2009, elle démissionne de son poste de ministre d'État à l'enfance, à la jeunesse et à la famille dans la semaine suivant les élections locales et européennes avec un remaniement ministériel prévu. Elle ne se représente pas à l'élection générale de 2010 pour des «raisons personnelles» et a spécifiquement nié qu'elle se retirait en raison du scandale des dépenses en cours. Elle est nommée pair à vie le 15 juillet 2010 en prenant le titre de baronne Hughes de Stretford, d'Ellesmere Port dans le comté de Cheshire. 
Le 6 mai 2017, Hughes est nommée adjointe au maire pour la police et la criminalité par le maire de l'autorité combinée du Grand Manchester, Andy Burnham. Elle quitte ses fonctions en janvier 2023.

## Vie privée
Elle épouse Thomas McDonald en 1973 à West Cheshire et a trois enfants adultes - un fils et deux filles. 